# Jumbo K3000-Klasse
Die K3000-Klasse, kurz auch K-Klasse der niederländischen Reederei Jumbo Shipping ist eine Schwergutfrachtschiffsklasse mit zwei Einheiten. Es sind die leistungsfähigsten Schiffe ihrer Art.

## Technische Daten
Die Schiffe der K3000-Klasse werden auf der Brodosplit-Werft bei Split gebaut. Die etwas über 150 Meter langen Schiffe mit vorne angeordneten Aufbauten und einem einzelnen großen Laderaum haben eine maximale Tragfähigkeit von 14.000 Tonnen und werden mit zwei an Steuerbord angebrachten Mastkränen des niederländischen Herstellers Huisman ausgestattet, die einzeln jeweils 1500 Tonnen und im Tandembetrieb 3000 Tonnen heben können.
Der Antrieb der Schiffe besteht aus jeweils zwei MaK-Viertakt-Dieselmotoren des Typs 9M32C mit einer Leistung von zusammen 9000 kW. Die Motoren wirken auf zwei Festpropeller und ermöglichen eine Geschwindigkeit von 17 Knoten. Weiterhin stehen Hilfsdiesel und ein Notdiesel-Generator zur Verfügung. Die An- und Ablegemanöver werden durch ein Bugstrahlruder des Herstellers Berg mit einer Leistung 1500 kW unterstützt.

## Die Schiffe
| Jumbo K3000-Klasse | Jumbo K3000-Klasse | Jumbo K3000-Klasse | Jumbo K3000-Klasse | Jumbo K3000-Klasse         | Jumbo K3000-Klasse |
| Schiffsname        | Baunummer          | IMO-Nummer         | Ablieferung        | Spätere Namen und Verbleib |                    |
| ------------------ | ------------------ | ------------------ | ------------------ | -------------------------- | ------------------ |
| Jumbo Kinetic      | 473                | 9634165            | 6. August 2014     | so in Fahrt                |                    |
| Fairmaster         | 474                | 9650585            | 3. April 2015      | so in Fahrt                |                    |